# Gemellae in Numidia
Gemellae in Numidia (łac. Diocesis Gemellensis in Numidia) – stolica historycznej diecezji w Cesarstwie rzymskim w prowincji Numidia zlikwidowana w VII w. podczas ekspansji islamskiej, współcześnie w północnej Algierii. Obecnie katolickie biskupstwo tytularne. 

## Biskupi tytularni
| Lp. | Biskup                          | Funkcja                                          | Od                | Do                   |
| --- | ------------------------------- | ------------------------------------------------ | ----------------- | -------------------- |
| 1   | Jorge Scarso                    | biskup pomocniczy Patos de Minas (Brazylia)      | 29 listopada 1967 | 28 grudnia 1968      |
| 2   | Roger Etchegaray                | biskup pomocniczy Paryża (Francja)               | 29 marca 1969     | 22 grudnia 1970      |
| 3   | Jean-Charles Thomas             | biskup pomocniczy Aire i Dax (Francja)           | 13 marca 1972     | 4 lutego 1974        |
| 4   | Joseph Mercieca                 | biskup pomocniczy Malty (Malta)                  | 20 lipca 1974     | 29 listopada 1976    |
| 5   | Geraldo do Espírito Santo Ávila | biskup pomocniczy Brasílii (Brazylia)            | 27 czerwca 1977   | 7 marca 1998         |
| 6   | George Stack                    | biskup pomocniczy Westminsteru (Wielka Brytania) | 12 kwietnia 2001  | 19 kwietnia 2011     |
| 7   | Elkin Fernando Álvarez Botero   | biskup pomocniczy Medellín (Kolumbia)            | 28 maja 2012      | 22 października 2020 |
| 8   | Wayne Lobsinger                 | biskup pomocniczy Hamilton (Kanada)              | 21 listopada 2020 |                      |